# Campionati europei juniores di bob 2018
I Campionati europei juniores di bob 2018, prima edizione della manifestazione organizzata dalla Federazione Internazionale di Bob e Skeleton, hanno assegnato i titoli e le medaglie europee juniores nelle discipline del bob a due maschile e femminile e nel bob a quattro maschile alle atlete e agli atleti appartenenti alle due distinte categorie under 26 e under 23.
In questa prima edizione il titolo, le medaglie e i relativi piazzamenti vennero assegnati soltanto ai piloti e tenendo conto della classifica finale della Coppa Europa 2017/2018, iniziata l'11 novembre 2017 a Lillehammer e terminata il 14 gennaio 2018 a Winterberg dopo 8 tappe.

## Risultati under 26

### Bob a due donne U26
| Pos. | Piloti         | Nazione  |
| ---- | -------------- | -------- |
|      | Katrin Beierl  | Austria  |
|      | Maria Oshigiri | Giappone |
|      | Sandra Kroll   | Germania |

### Bob a due uomini U26
| Pos. | Piloti            | Nazione  |
| ---- | ----------------- | -------- |
|      | Christoph Hafer   | Germania |
|      | Pablo Nolte       | Germania |
|      | Bennet Buchmüller | Germania |

### Bob a quattro uomini U26
| Pos. | Piloti            | Nazione  |
| ---- | ----------------- | -------- |
|      | Bennet Buchmüller | Germania |
|      | Christoph Hafer   | Germania |
|      | Ralfs Bērziņš     | Lettonia |

## Risultati under 23

### Bob a due donne U23
| Pos. | Piloti          | Nazione  |
| ---- | --------------- | -------- |
|      | Laura Nolte     | Germania |
|      | Ljubov' Černych | Russia   |
|      | Kim Kalicki     | Germania |

### Bob a due uomini U23
| Pos. | Piloti              | Nazione  |
| ---- | ------------------- | -------- |
|      | Mihai Tentea        | Romania  |
|      | Ralfs Bērziņš       | Lettonia |
|      | Aleksandr Bredichin | Russia   |

### Bob a quattro uomini U23
| Pos. | Piloti              | Nazione  |
| ---- | ------------------- | -------- |
|      | Mihai Tentea        | Romania  |
|      | Aleksandr Bredichin | Russia   |
|      | Michael Vogt        | Svizzera |

## Medagliere
| Posizione | Nazione  | Oro | Argento | Bronzo | Totale |
| --------- | -------- | --- | ------- | ------ | ------ |
| 1         | Germania | 3   | 2       | 3      | 8      |
| 2         | Romania  | 2   | 0       | 0      | 2      |
| 3         | Austria  | 1   | 0       | 0      | 1      |
| 4         | Russia   | 0   | 2       | 1      | 3      |
| 5         | Lettonia | 0   | 1       | 1      | 2      |
| 6         | Giappone | 0   | 1       | 0      | 1      |
| 7         | Svizzera | 0   | 0       | 1      | 1      |
| Totale    | Totale   | 6   | 6       | 6      | 18     |